# غراهام بيلي
غراهام بيلي (بالإنجليزية: Graham Bailey)‏ (22 مارس 1920 في المملكة المتحدة - 15 نوفمبر 2024) هو لاعب كرة قدم بريطاني في مركز الظهير. لعب مع شيفيلد يونايتد وهدرسفيلد تاون.